# 城際巴士

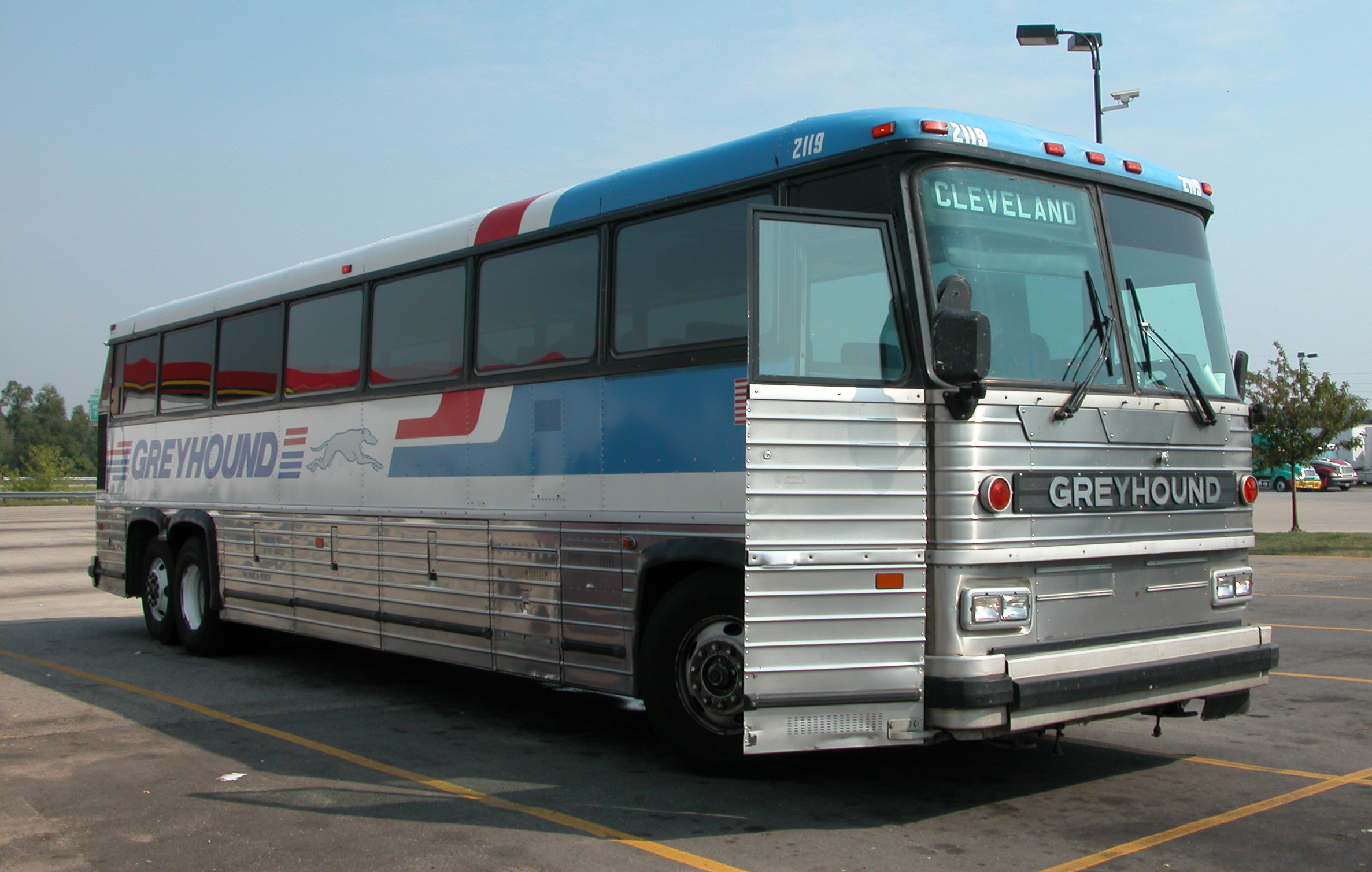
創立於1914年的灰狗巴士是美國與加拿大地區規模最龐大的城際巴士經營業者，也是該領域最知名的品牌之一。

公路客運（英語：intercity bus、intercity coach）是一種使用巴士之類的大型客車運送乘客往返於不同城市、鄉鎮或其他聚落之間的公共運輸服務，常被視為是公共汽車服務的一類，並與航空、鐵路及私有車輛並列為最主要的四種城際運具選擇。
长途客运的始终点站在中国大陆称为长途汽车站或客运站，以区别于城市或市郊公交车的始终点公交枢纽。
有別於城市內的短途巴士通常採取短站距、班次密集的營運方式，城際巴士通常僅有在起訖點的城市內或周圍設置單一或少量的幾個停靠站，在城市與城市之間則為長距離行駛不停站。世界上大部分的地區都有城際巴士服務，有些地區的此類運輸是由政府經營，但也有許多民營的城際巴士業者存在。城際巴士經常被視為是城際鐵路運輸的替代運輸模式，尤其在人口較為稀疏的地區，城際巴士因具有較高的調度彈性與較低的建置與營運成本，因此常被當作鐵路運輸的低成本替代。

## 全世界的城際巴士
雖然基本的經營方式雷同，但各地區的城際巴士常因不同的環境與習慣而有不同的稱呼。以漢字文化圈為例，在台灣因大部分的城際巴士都是以高速公路（國道）為行駛路線因此常又稱為國道客運；在香港與澳門，因大部分的城際巴士都會穿越與中國內地之間的界線，因此較常以跨境巴士稱呼之；在日本，城際巴士同樣也是因為大部分都是以高速公路（日文中稱為）為主要動線，因此被稱為高速巴士（日语：高速バス）。

### 欧洲
欧洲跨境巴士是欧洲之线巴士（Eurolines）和弗利克斯巴士（Flixbus）。

#### 英国
英国主要的城際巴士是National Express Coaches。Megabus则是廉价车费。

### 日本
在日本，日本國有鐵道旗下的國鐵及分割民營化的JR是主要的高速巴士經營公司，隨著高速公路網建設，越來越多原本地區性經營的市區路線公車業者也開始經營高速巴士。

### 中国大陆

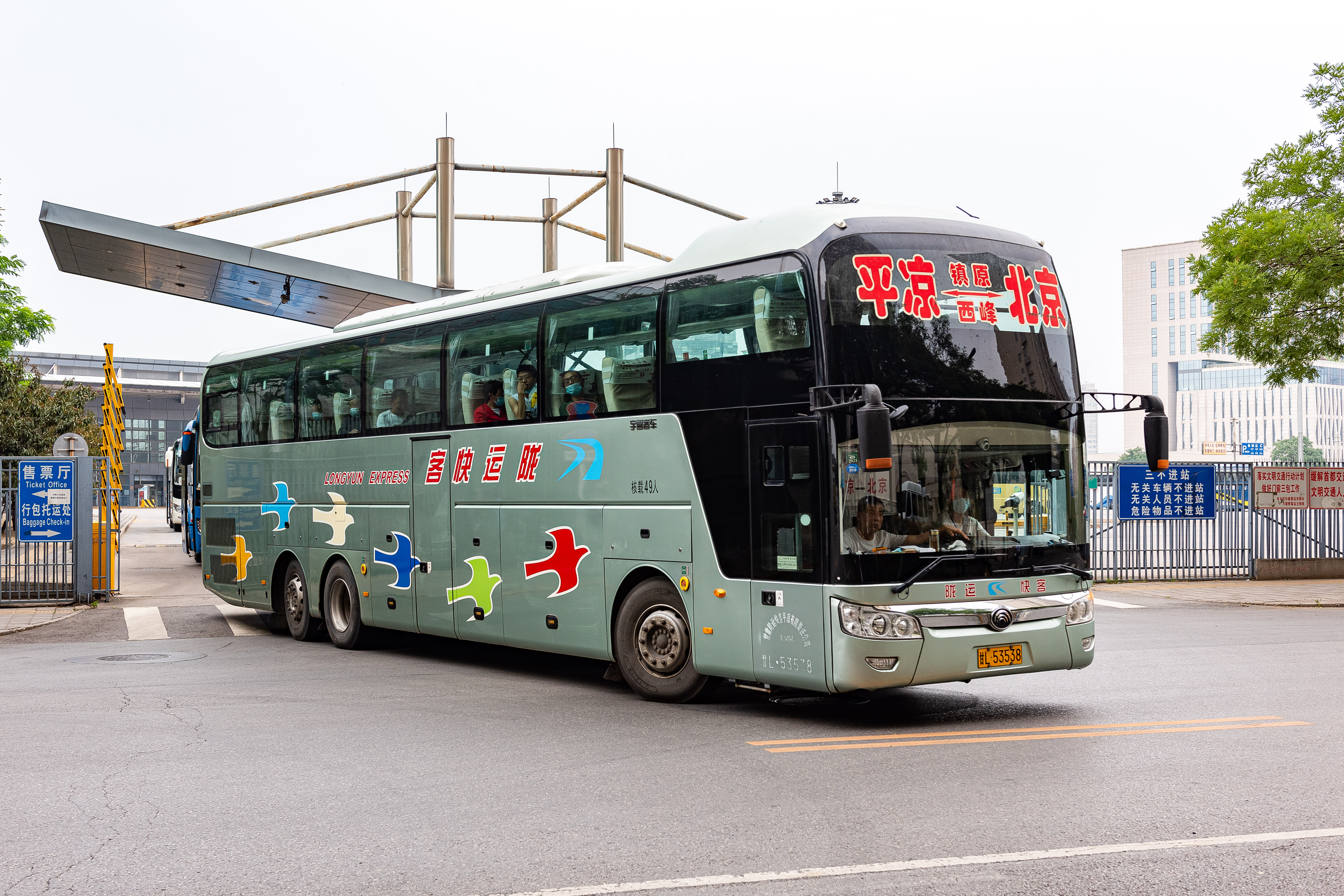
北京市至甘肃省平凉市的长途汽车驶出六里桥客运主枢纽

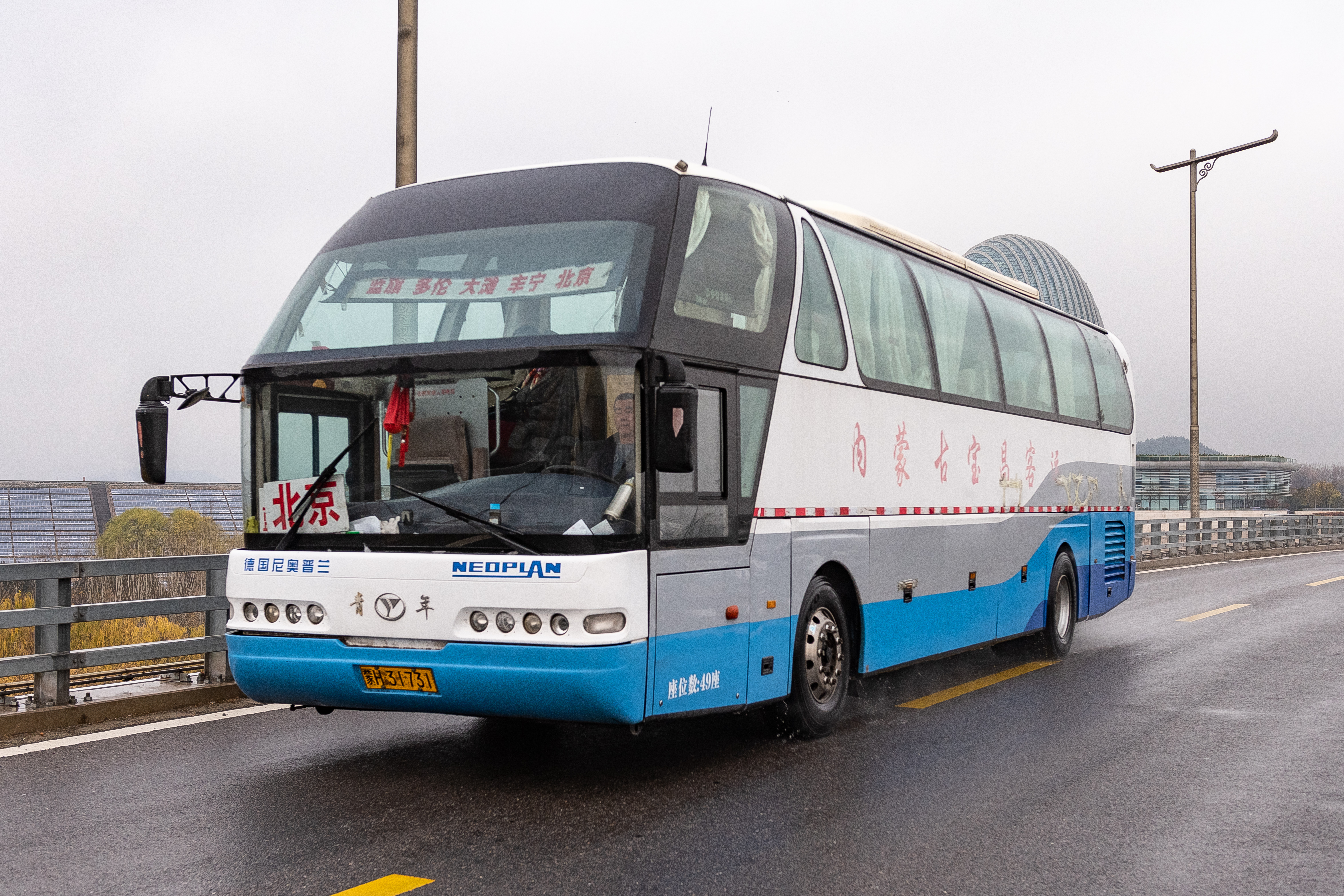
从暂无铁路客运的正蓝旗开往北京的长途汽车行驶在北京市怀柔区境内

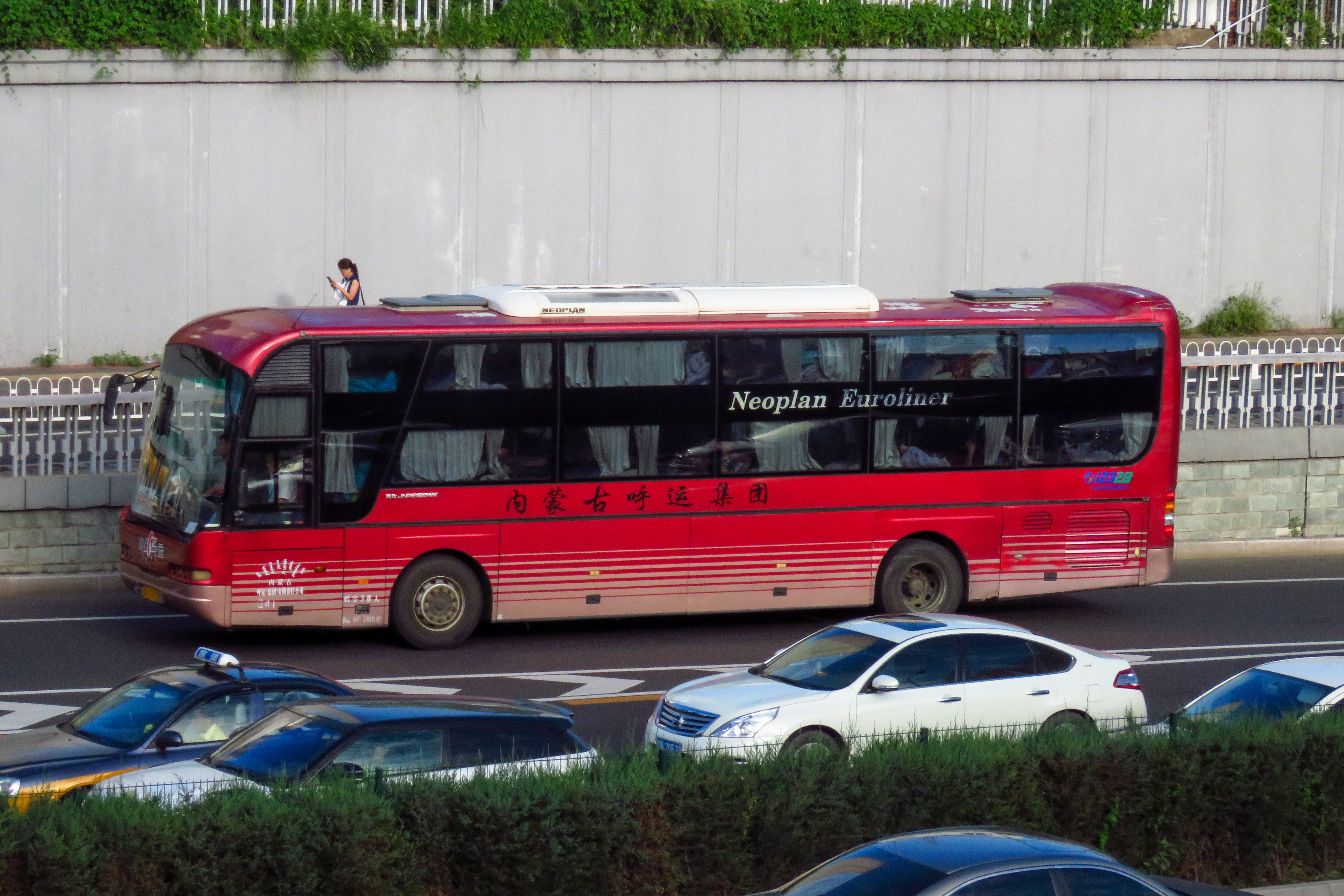
内蒙古呼运集团的卧铺客车行驶在北京市莲花桥下的西三环中路（2017年8月）

根据中华人民共和国公共安全行业标准《道路交通管理 机动车类型》（GA 802-2019）第6章“机动车使用性质”，公路客运机动车指专门从事公路旅客运输的客车和乘用车。中华人民共和国交通运输部《道路旅客运输及客运站管理规定》则将道路客运经营定义为“使用客车运送旅客、为社会公众提供服务、具有商业性质的道路客运活动，包括班车（加班车）客运、包车客运、旅游客运”。本章节所述的“公路客运”主要为班车客运，即客车在城乡道路上按照固定的线路、时间、站点、班次运行的一种客运方式，线路按照经营区域分为四种类型：
- 一类客运班线：跨省级行政区域（毗邻县之间除外）的客运班线。
- 二类客运班线：在省级行政区域内，跨设区的市级行政区域（毗邻县之间除外）的客运班线。
- 三类客运班线：在设区的市级行政区域内，跨县级行政区域（毗邻县之间除外）的客运班线。
- 四类客运班线：县级行政区域内的客运班线或者毗邻县之间的客运班线。

中国大陆的公路客运因改革开放后的公路建设以及铁路客运的紧俏而兴起，云南省更于1988年开始将普通客车的座椅撤换成床铺，以供夜班客车使用，与此同时西安公路学院与扬州客车厂联合开发长途卧铺客车，这一车种由此进入公路客运市场。
踏入20世纪90年代，公路客运因高速公路网的逐步形成而开始崛起，公路客运量于1996年首次超过铁路，促使铁道部于1997年开始实施中国铁路大提速，此后高速公路客运开始着手改进旅客服务，一度成为铁路、民航客运的强劲竞争对手，2005年更有高速双层公路客车进入中国大陆市场。在铁路和公路并行的区域，公路客运的运量较小，比铁路更为机动灵活且票源相对充足，而在铁路网络尚未覆盖的区域，公路客运为运输市场的主力。
随着2008年以来高速铁路网络的发展，高速铁路沿线的公路客运班线客流量呈现下降趋势，公路客运业者开始将重心放在高铁停站列车较少甚至是不设站的区域，或是在部分高速铁路沿线开行每排3座的商务车。2011年，工信部和公安部联合发布《关于进一步提高大中型客货车安全技术性能加强车辆〈公告〉管理和注册登记管理工作的通知》，规定自2012年3月1日起暂停生产、销售卧铺客车产品。
截至2019年末，中国大陆共拥有公路营运载客汽车77.67万辆，其中大型客车30.31万辆，全年完成营业性客运量130.12亿人，完成旅客周转量8857.08亿人公里。

### 台灣
早年在台灣只有台灣省公路局經營城際巴士，1970年代中山高速公路通車後，開始有國道巴士業務，1980年代後因市場需求龐大，有民間業者開始經營非法的野雞車，政府為解決亂象，開放國道路權，輔導民間業者合資成立統聯客運，之後陸續有其他合法成立的國道客運公司投入營運。